# Oumpah-Pah le Peau-Rouge
Oumpah-Pah le Peau-Rouge est le premier album de la série de bande dessinée Oumpah-Pah de René Goscinny et Albert Uderzo.

## Synopsis
Le chevalier Hubert de la Pâte Feuilletée débarque sur le Nouveau Continent et est fait prisonnier par Oumpah-pah, guerrier de la tribu des Shavashavah, qui le surnomme Double-scalp à cause de sa perruque. 
Afin que Double-scalp soit reconnu comme le prisonnier d'Oumpah pah et que lui seul puisse décider de son sort, Oumpah pah se soumet à une série d'épreuves. Double Scalp ayant aidé Oumpah Pah lors de la deuxième épreuve, celui-ci décide d'en faire son frère et l'initie aux techniques indiennes. 
Pour ramener Double-scalp à Fort Petit, ils doivent traverser les territoires des Pieds-plats, tribu ennemie des Shavashavah. Croisant un détachement de Pieds-plats, Oumpah-pah et Double-scalp s'enfuient et se réfugient de justesse dans Fort Petit dont Oumpah Pah repart en fin de volume pour prévenir sa tribu que la guerre se prépare...

## Éditions
- 1961 (sans ISBN) Le Lombard et Dargaud, avec Oumpah-Pah sur le sentier de la guerre
- 1973 (sans ISBN) Le Lombard et Dargaud, avec Oumpah-Pah sur le sentier de la guerre
- 1986  (ISBN 2-8036-0593-7) Le Lombard
- 1995  (ISBN 2-86497-093-7) éditions Albert René